# Wald von Cenad
Der Wald von Cenad (umgangssprachlich: Tschanader Wald, rumänisch: Pădurea Cenad) ist ein Naturschutzgebiet der IUCN-Kategorie-IV (Waldschutzgebiet), am linken Maroschufer, in den Kreisen Timiș und Arad, im Banat, Rumänien.

## Geografische Lage
Der Wald von Cenad liegt im Nordwesten des Kreises Timiș, auf dem Areal der Gemeinden Cenad, Sânpetru Mare und Periam und im Südwesten des Kreises Arad, auf dem Areal der Stadt Pecica.

## Beschreibung
Der Wald von Cenad hat eine Fläche von 279,20 Hektar. Er ist Teil des Naturparks Marosch-Auen und wurde durch das Gesetz Nummer 5 vom 6. März 2000 zum Naturschutzgebiet von nationaler Bedeutung erklärt.
Die Reservate Große Insel von Cenad und Inselgruppe Igriș gehören zu dem Naturschutzgebiet Cenader Wald.
Das Reservat ist ein Feuchtgebiet im Überschwemmungsbereich des linken Maroschufers mit reicher Vegetation:
- Stieleiche, (Quercus robur)
- Eschen (Fraxinus)
- Weiden (Salix L.)
- Pappeln (Populus)